# Lithobates palmipes
Espèce
Synonymes
- Rana palmipes Spix, 1824
- Rana juninensis Tschudi, 1845
- Rana affinis Peters, 1859
- Ranula gollmerii Peters, 1859
- Rana clamata var. guianensis Peters, 1863
- Ranula brevipalmata Cope, 1874
- Ranula nigrilatus Cope, 1874

Statut de conservation UICN

 LC  : Préoccupation mineure
Lithobates palmipes est une espèce d'amphibiens de la famille des Ranidae.

## Répartition
Cette espèce se rencontre jusqu'à 1 000 m d'altitude en Bolivie, au Brésil, en Colombie, en Équateur, au Guyana, en Guyane, au Pérou, au Suriname, à Trinité-et-Tobago et au Venezuela.

## Publication originale
- Spix, 1824 : Animalia nova sive species novae testudinum et ranarum, quas in itinere per Brasiliam annis 1817-1820 (texte intégral)